# Санта Катерина дело Йонио
Санта Катерѝна дело Йо̀нио (на италиански: Santa Caterina dello Ionio) е село и община в Южна Италия, провинция Катандзаро, регион Калабрия. Разположено е на 459 m надморска височина. Населението на общината е 2100 души (към 2010 г.).